# ヤブリスキー場
ヤブリスキー場（ヤブリスキーじょう、簡体字: 亚布力滑雪场）は、中華人民共和国黒竜江省尚志市ヤブリ鎮に位置するスキー場。1997年に成立した黒竜江省ヤブリスキーリゾート区管理局が管理している。

## 概要
北京当局最大のスキー場で、リゾート地区を含めたスキー訓練センターの総面積は約255 haあり、アジア最長のアルペンスキーコースがある。またかつて第三回アジア冬季競技大会が開催されたほか、2009年冬季ユニバーシアード開催に合わせ拡張、改修工事が行われた。

## 飛龍スキージャンプ競技場
飛龍スキージャンプ競技場（簡体字: 飞龙跳台滑雪场地）ノーマルヒルは1995年完成。2006年より2008年まで第24回冬季ユニバシアードにあわせてノーマルヒルの改修、ラージヒルの新設を行い、ノーマルヒルは2007年、ラージヒルは2008年完成。ジャンプ台まで上がるリフトが設置されている。

### バッケンレコード
- LH

男子 138.5 m -  金鉉起、 イェルク・リッツァーフェルト（2009年2月第24回冬季ユニバシアード）
- NH

男子 103 m -  孫建平（2016年1月第13回全国冬季運動会）
女子 85.5 m -  李雪尭（2016年1月第13回全国冬季運動会）

## アクセス
- 中国鉄路総公司
  - 中国鉄路ハルビン局集団公司
    - 葦亜線（中国語版） 亜布力南駅（中国語版）
    - 浜綏線 亜布力駅（中国語版）よりバスで約20分